# Paragiopagurus diogenes
Paragiopagurus diogenes is een tienpotigensoort uit de familie van de Parapaguridae. De wetenschappelijke naam van de soort is voor het eerst geldig gepubliceerd in 1900 door Whitelegge.